# Limnophora zebrina
Limnophora zebrina este o specie de muște din genul Limnophora, familia Muscidae, descrisă de Jacques-Marie-Frangile Bigot în anul 1885. Conform Catalogue of Life specia Limnophora zebrina nu are subspecii cunoscute.